# Paradidyma neomexicana
Paradidyma neomexicana là một loài ruồi trong họ Tachinidae.